# Drombus simulus
Drombus simulus är en fiskart som först beskrevs av Smith, 1960.  Drombus simulus ingår i släktet Drombus och familjen smörbultsfiskar. Inga underarter finns listade i Catalogue of Life.